# Se, löftesstjärnan står i öster
Se, löftesstjärnan står i öster är en julpsalm skriven 1900 av John Appelberg som sjungs till en schweizisk melodi.

## Publicerad i
- Frälsningsarméns sångbok 1929 som nr 542 under rubriken "Högtider och särskilda tillfällen - Jul".
- Musik till Frälsningsarméns sångbok 1930 som nr 542.
- Frälsningsarméns sångbok 1968 som nr 601 under rubriken "Högtider - Jul".
- Frälsningsarméns sångbok 1990 som nr 725 under rubriken "Jul".
- Sångboken 1998 som nr 109.